# شجرة الزقوم
الزَّقُّوم هي شجرة قال عنها الله سبحانه وتعالى في القرآن الكريم أنها تنمو في جهنم، ولا تأكلها النار. وهي عقاب الكافرين والعصاة، إذ أن مذاق ثمارها مر ولذلك فقد ذكر في القرآن أنها طعام الأثيم.

## ذكرها في القرآن الكريم
- قال الله تعالى : ﴿أَذَلِكَ خَيْرٌ نُزُلًا أَمْ شَجَرَةُ الزَّقُّومِ ۝٦٢ إِنَّا جَعَلْنَاهَا فِتْنَةً لِلظَّالِمِينَ ۝٦٣ إِنَّهَا شَجَرَةٌ تَخْرُجُ فِي أَصْلِ الْجَحِيمِ ۝٦٤ طَلْعُهَا كَأَنَّهُ رُءُوسُ الشَّيَاطِينِ ۝٦٥ فَإِنَّهُمْ لَآكِلُونَ مِنْهَا فَمَالِئُونَ مِنْهَا الْبُطُونَ ۝٦٦ ثُمَّ إِنَّ لَهُمْ عَلَيْهَا لَشَوْبًا مِنْ حَمِيمٍ ۝٦٧ ثُمَّ إِنَّ مَرْجِعَهُمْ لَإِلَى الْجَحِيمِ ۝٦٨﴾[1]
- قال الله تعالى :﴿إِنَّ شَجَرَةَ الزَّقُّومِ ۝٤٣ طَعَامُ الْأَثِيمِ ۝٤٤ كَالْمُهْلِ يَغْلِي فِي الْبُطُونِ ۝٤٥ كَغَلْيِ الْحَمِيمِ ۝٤٦﴾[2]
- قال الله تعالى :﴿ثُمَّ إِنَّكُمْ أَيُّهَا الضَّالُّونَ الْمُكَذِّبُونَ ۝٥١ لَآكِلُونَ مِنْ شَجَرٍ مِنْ زَقُّومٍ ۝٥٢ فَمَالِئُونَ مِنْهَا الْبُطُونَ ۝٥٣ فَشَارِبُونَ عَلَيْهِ مِنَ الْحَمِيمِ ۝٥٤ فَشَارِبُونَ شُرْبَ الْهِيمِ ۝٥٥ هَذَا نُزُلُهُمْ يَوْمَ الدِّينِ ۝٥٦﴾[3]

### الشجرة الملعونة
قال الله تعالى :﴿وَإِذْ قُلْنَا لَكَ إِنَّ رَبَّكَ أَحَاطَ بِالنَّاسِ وَمَا جَعَلْنَا الرُّؤْيَا الَّتِي أَرَيْنَاكَ إِلَّا فِتْنَةً لِلنَّاسِ وَالشَّجَرَةَ الْمَلْعُونَةَ فِي الْقُرْآنِ وَنُخَوِّفُهُمْ فَمَا يَزِيدُهُمْ إِلَّا طُغْيَانًا كَبِيرًا ۝٦٠﴾ ، وذكر ابن عباس  أن الشجرة الملعونة هي شجرة الزقوم، فقال في قولِه تعالى : { وَمَا جَعَلْنَا الرُّؤْيَا الَّتِي أَرَيْنَاكَ إِلَّا فِتْنَةً لِلنَّاسِ} . قال : هي رُؤْيَا عَيْنٍ، أُرِيَها رسولُ اللهِ ﷺ ليلةَ أُسْرِيَ به إلى بيتِ المَقدِسِ . قال : { وَالشَّجَرَةَ المَلْعُونَةَ فِي القُرْآنِ } . قال : هي شجرةُ الزَّقُّومِ .

## ذكرها في السنة النبوية
- أنَّ النَّاسَ كانوا يطوفونَ بالبيتِ، وابنُ عبَّاسٍ ، جالسٌ معَهُ مِحجَنٌ، فقالَ : قالَ رسولُ اللَّهِ ﷺ : يَا أَيُّهَا الَّذِينَ آمَنُوا اتَّقُوا اللَّهَ حَقَّ تُقَاتِهِ وَلَا تَمُوتُنَّ إِلَّا وَأَنْتُمْ مُسْلِمُونَ ولو أنَّ قَطرةً منَ الزَّقُّومِ قَطرَت، لأَمَرَّت على أَهْلِ الأرضِ عَيشَهُم، فَكَيفَ من ليسَ لَهُم طعامٌ إلَّا الزَّقُّومُ [6]

## وصفها
يؤخذ من الآيات في القرآن الكريم أن هذه الشجرة شجرة خبيثة، جذورها تضرب في قعر النار، وفروعها تمتد في أرجائها، وثمر هذه الشجرة قبيح المنظر ولذلك شبهه برؤوس الشياطين، وقد استقر في النفوس قبح رؤوسهم وإن كانوا لا يرونهم، ومع خبث هذه الشجرة وخبث طلعها، إلا أن أهل النار يلقى عليهم الجوع بحيث لا يجدون مفراً من الأكل منها إلى درجة ملء البطون، فإذا امتلأت بطونهم أخذت تغلي في أجوافهم كما يغلي دردي الزيت، فيجدون لذلك آلاماً مبرحة، فإذا بلغت الحال بهم هذا المبلغ اندفعوا إلى الحميم، وهو الماء الحار الذي تناهى حره، فشربوا منه كشرب الإبل التي تشرب وتشرب ولا تروى لمرض أصابها، وعند ذلك يقطع الحميم أمعاءهم.